# Јесења изложба УЛУС-а (1986)
Јесења изложба УЛУС-а (1986) је трајала од 19. до 30. септембра 1986. године. Одржана је у Галерији Дома Пинки и у Уметничкој галерији Стара Капетанија, у Београду.

## Награде
Добитник награде односно монографије је била Љубица Сокић.

## Излагачи
1. Даница Антић
2. Момчило Антоновић
3. Мрђан Бајић
4. Стојан Ћелић
5. Александар Цветковић
6. Душан Ђокић
7. Недељко Гвозденовић
8. Емир Драгуљ
9. Миле Грозданић
10. Олга Јеврић
11. Томислав Каузларић
12. Марко Крсмановић
13. Велизар Крстић
14. Владан Мицић
15. Бранко Миљуш
16. Предраг Нешковић
17. Душан Оташевић
18. Милета Продановић
19. Славољуб Радојчић
20. Миодраг Рогић
21. Љубица Сокић
22. Милица Стевановић
23. Зорица Тасић
24. Томислав Тодоровић
25. Слободан Трајковић
26. Венија Вучинић Турински
27. Милун Видић